# Híradástechnika
A híradástechnika az a szakterület, amely információátvitelre, hírközlésre, jelformálásra vagy jelátalakításra alkalmas eljárások, eszközök, készülékek, berendezések, ill. ezek aktív alkatrészeinek kutatásával, alkalmazásával, tömeggyártásával és felhasználásával foglalkozik.

## Fogalma
A híradástechnika emberek által létrehozott technológia. Az emberek közötti kommunikáció e nélkül is létezik, de ez lényegesen kiterjeszti a szükségletek kielégítésének lehetőségét. 
A híradástechnika alapvetően az elektromágneses jelenségeket használja fel. 
Az átvitt információnak sok fajtája van: beszéd, zene, szöveg, kép, adat. 
A felhasználó állandó szolgáltatást vár, a körülményektől függetlenül. A szolgáltatás megbízhatósága fontos követelmény. A két felhasználó összekötése az információcsere idejére a kapcsolástechnika feladata. Az információátvitel biztosítása a felhasználók között az átviteltechnika feladata. Az előbbire tipikus példa a telefonközpont, az utóbbira a vezetékes összeköttetés. 
A szolgáltatásokat több szempontból csoportosíthatjuk:
- átvitt információ szerint
- résztvevők száma szerint
- résztvevők szerepe szerint
  - egyirányú
  - kétirányú (dialógus)
  - többirányú (konferencia)

Ha több résztvevő ugyanazt a szolgáltatást használja, akkor azok hálózatot alkotnak, amelyek kapcsolóközpontokat tartalmaznak. Ezek gazdaságos felhasználása megköveteli az átviteli utak és kapcsolóközpontok többszörös használatát. Az átviteli csatornák megosztása több résztvevő között problémás.

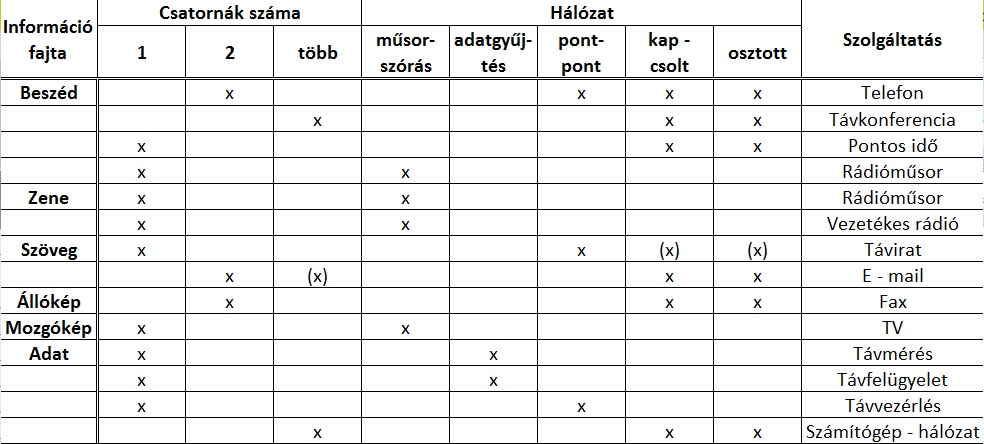
Híradástechnikai szolgáltatások

## Szereplői
- felhasználók

akik a szolgáltatást igénybe veszik és a műszaki részleteket nem ismerik
- szolgáltatók

felhasználó igényeit kielégítik és ennek érdekében megtervezik, megépítik és üzemeltetik a hálózatot
- gyártók

berendezések fejlesztése, gyártása, eladása
- hatóság

szabályozza a szolgáltatás műszaki és gazdasági kereteit
A híradástechnika központjában a felhasználó áll.

## Története
A villamos úton történő információátvitelt Samuel Morse távírójának feltalálásától számítjuk. Alexander Graham Bell találmánya megoldotta a beszédátvitelt, és ez vezetett a telefon megszületéséhez. 
Marconi nevéhez fűződik a rádió elterjedése. Fejlődését tovább segítette a trióda és a tranzisztor felfedezése, amit az elektronikus erősítés feltalálása követett. 
A mikroelektronika és a fotonika kidolgozása a technológiai lehetőségeket lényegesen kibővítette. 
A számítógépek megjelenésével a két technológia kéz a kézben járt.
Napjainkban a beszéd-, kép- és adatátvitel integrált hálózatának létrehozásán dolgoznak a világ számos országában.

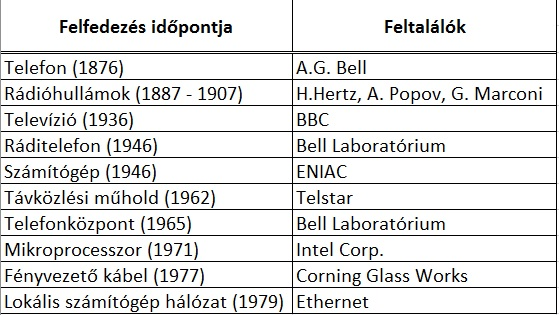

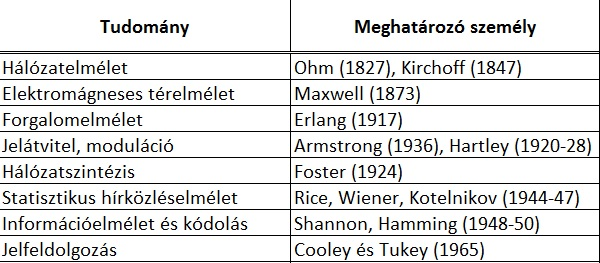
Híradástechnika elméleti alapjai

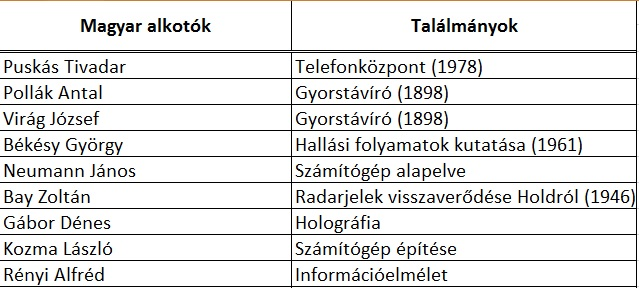
Magyar feltalálók